# Chemin de fer Porrentruy–Delle
| Streckenlänge: | 11.66 km / 0.38 km   |                          |                          |
| Spurweite: | 1435 mm (Normalspur) |                          |                          |
| Stromsystem: | 15 kV 16,7 Hz ~      |                          |                          |
| Maximale Neigung: | 10 ‰                 |                          |                          |
| |                      |                          |                          |
| Porrentruy–Boncourt–Delle |                      |                          |                          |
| \| \| \| SBB-Strecke von Delémont \| \| \| \| 112.87 \| Porrentruy \| 423 m ü. M. \| \| \| \| Courchavon 194 m \| \| \| \| 116.13 \| Courchavon \| 406 m ü. M. \| \| \| 117.99 \| Courtemaîche \| 397 m ü. M. \| \| \| 119.66 \| Grandgourt \| 391 m ü. M. \| \| \| 121.45 \| Buix \| 382 m ü. M. \| \| \| 123.35 \| Boncourt \| 374 m ü. M. \| \| \| 124.53 464.57 \| Staatsgrenze CH–F \| 369 m ü. M. \| \| \| \| Eigentumsgrenze SBB–RFF \| \| \| \| 464.19 \| Delle \| 367 m ü. M. \| \| \| \| RFF-Strecke nach Belfort \| \| |                      |                          |                          |
| Strecke |                      | SBB-Strecke von Delémont | SBB-Strecke von Delémont |
| Bahnhof | 112.87               | Porrentruy               | 423 m ü. M.              |
| Tunnel |                      | Courchavon 194 m         | Courchavon 194 m         |
| Haltepunkt / Haltestelle | 116.13               | Courchavon               | 406 m ü. M.              |
| Bahnhof | 117.99               | Courtemaîche             | 397 m ü. M.              |
| Haltepunkt / Haltestelle | 119.66               | Grandgourt               | 391 m ü. M.              |
| Haltepunkt / Haltestelle | 121.45               | Buix                     | 382 m ü. M.              |
| Bahnhof | 123.35               | Boncourt                 | 374 m ü. M.              |
| Grenze | 124.53 464.57        | Staatsgrenze CH–F        | 369 m ü. M.              |
| Strecke |                      | Eigentumsgrenze SBB–RFF  | Eigentumsgrenze SBB–RFF  |
| Kopfbahnhof Strecke ab hier außer Betrieb | 464.19               | Delle                    | 367 m ü. M.              |
| Strecke (außer Betrieb) |                      | RFF-Strecke nach Belfort | RFF-Strecke nach Belfort |

Die Chemin de fer Porrentruy–Delle (PD) ist eine ehemalige Schweizer Eisenbahngesellschaft. Sie wurde 1876 von der Jura bernois (JB), samt der knapp 12 km langen, normalspurigen Stammstrecke von Porrentruy über Boncourt nach Delle übernommen.

## Geschichte

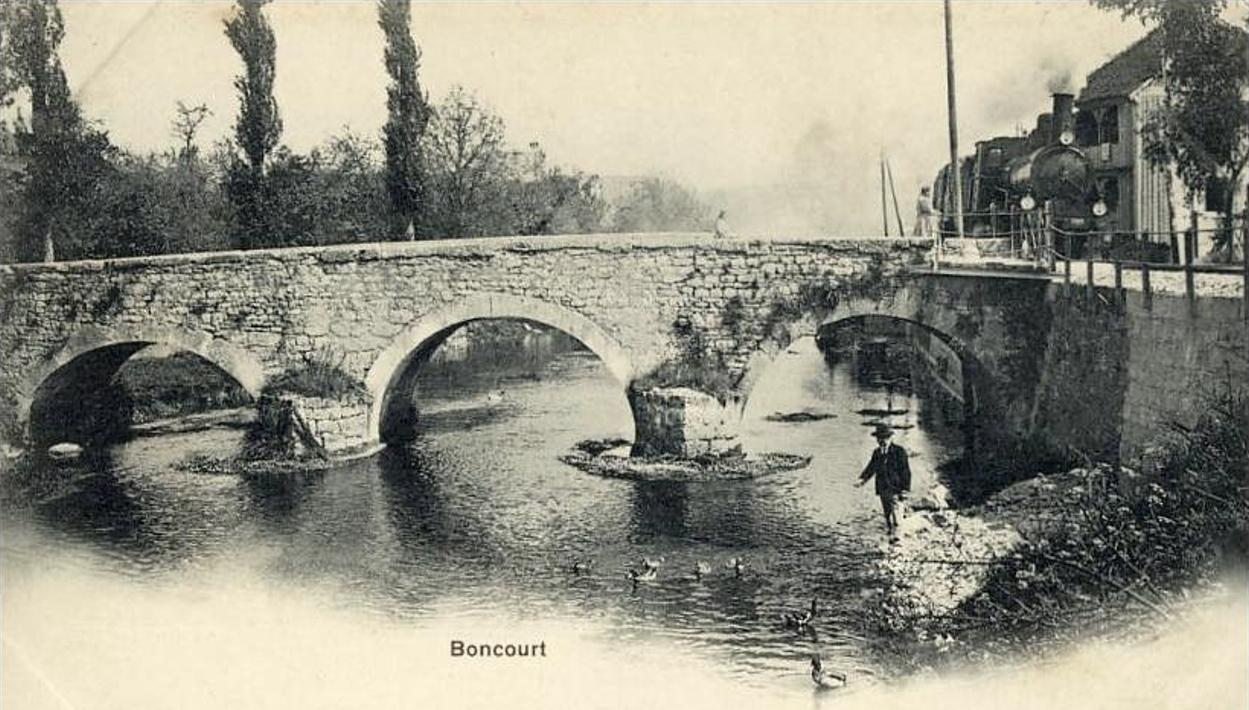
Dampfzug Delle–Porrentruy bei Boncourt

Die kurzlebige Compagnie Porrentruy–Delle (PD) eröffnete am 23. September 1872 ihre Strecke Porrentruy–Boncourt–Delle. In Delle fand diese Anschluss an die Bahnstrecke Montbéliard–Audincourt–Morvillars–Delle, die am 29. Juni 1868 von der Compagnie Paris-Lyon-Méditerranée (PLM) eröffnet wurde. Das Kapital der Aktiengesellschaft stammte aus Frankreich. Die PD verfügte über kein eigenes Rollmaterial, den Fahrdienst besorgte die französische Mittelmeerbahn (PLM).
Mit der Abtretung des Elsass 1871 an das Deutsche Kaiserreich wurde Delle zum nördlichsten Grenzbahnhof zwischen der Schweiz und Frankreich. Während des Bestehens der PD blieb dies ihre einzige Bahnstrecke, die zudem isoliert vom übrigen Schweizer Normalspurnetz in Porrentruy endete.
Am 16. August 1876 wurde die defizitäre PD von der Compagnie du Jura bernois (JB) für 1,99 Millionen Franken übernommen. Der Kaufpreis setzte sich aus dem Anlagewert und dem Betriebsdefizit zusammen. Unter der im «Berner Jura» – so auch die wörtliche deutsche Übersetzung – tätigen JB wurde am 15. Oktober 1876 die Strecke Delémont–Glovelier und am 30. März 1877 schliesslich die Strecke Glovelier–Porrentruy eröffnet, der letzteröffnete Abschnitt der Bahnstrecke Delémont–Delle.